# Élections législatives de 1962 dans l'Indre
Les élections législatives françaises de 1962 se déroulent les 18 et 25 novembre 1962. Dans le département de l'Indre, trois députés sont à élire dans le cadre de trois circonscriptions.

## Élus
| Circonscription | Député sortant        | Parti | Parti  | Député élu ou réélu   | Parti | Parti   |
| --------------- | --------------------- | ----- | ------ | --------------------- | ----- | ------- |
| 1re             | Louis Deschizeaux     |       | SFIO   | Louis Deschizeaux     |       | SFIO    |
| 2e              | René Caillaud         |       | Radsoc | Jean Toury            |       | UNR-UDT |
| 3e              | Jean Bénard-Mousseaux |       | CNIP   | Jean Bénard-Mousseaux |       | CNIP    |

## Résultats

### Résultats à l'échelle du département
| Parti          | Parti                                          | Premier tour | Premier tour | Second tour | Second tour | Sièges |
| Parti          | Parti                                          | Voix         | %            | Voix        | %           | Sièges |
| -------------- | ---------------------------------------------- | ------------ | ------------ | ----------- | ----------- | ------ |
|                | Union pour la nouvelle République (UDT)        | 23 610       | 23,13        | 26 728      | 24,15       | 1      |
|                | Modérés                                        | 8 416        | 8,25         | Retrait     | Retrait     | 0      |
|                | Majorité présidentielle                        | 32 026       | 31,38        | 26 728      | 24,15       | 1      |
|                |                                                |              |              |             |             |        |
|                | Centre national des indépendants et paysans    | 11 871       | 11,63        | 21 357      | 19,30       | 1      |
|                | Centre démocratique                            | 11 871       | 11,63        | 21 357      | 19,30       | 1      |
|                |                                                |              |              |             |             |        |
|                | Parti communiste français                      | 29 140       | 28,55        | 30 864      | 27,89       | 0      |
|                | Section française de l'Internationale ouvrière | 21 353       | 20,90        | 23 131      | 20,90       | 1      |
|                | Parti radical                                  | 7 676        | 7,52         | 8 601       | 7,77        | 0      |
|                |                                                |              |              |             |             |        |
| Inscrits       | Inscrits                                       | 161 384      | 100,00       | 161 363     | 100,00      | 3      |
| Abstentions    | Abstentions                                    | 55 933       | 34,66        | 46 681      | 28,93       |        |
| Votants        | Votants                                        | 105 451      | 65,34        | 114 682     | 71,07       |        |
| Blancs et nuls | Blancs et nuls                                 | 3 385        | 3,21         | 4 001       | 3,49        |        |
| Exprimés       | Exprimés                                       | 102 066      | 96,79        | 110 681     | 96,51       |        |

### Résultats par circonscription

#### Première circonscription (Châteauroux)
| Candidat       | Candidat                        | Parti          | Premier tour | Premier tour | Second tour | Second tour |  |
| Candidat       | Candidat                        | Parti          | Voix         | %            | Voix        | %           |  |
| -------------- | ------------------------------- | -------------- | ------------ | ------------ | ----------- | ----------- |  |
|                | Louis Deschizeaux sortant réélu | SFIO           | 13 456       | 39,90        | 23 131      | 68,30       |  |
|                | André Blondeau                  | PCF            | 8 340        | 24,73        | Retrait     | Retrait     |  |
|                | Albert Dauzier                  | UNR-UDT        | 7 085        | 21,00        | 10 734      | 31,70       |  |
|                | Jeanne Dacquin                  | Modérés        | 4 847        | 14,37        | Retrait     | Retrait     |  |
|                |                                 |                |              |              |             |             |  |
| Inscrits       | Inscrits                        | Inscrits       | 49 971       | 100,00       | 49 969      | 100,00      |  |
| Abstentions    | Abstentions                     | Abstentions    | 15 302       | 30,62        | 14 649      | 29,32       |  |
| Votants        | Votants                         | Votants        | 34 669       | 69,38        | 35 320      | 70,68       |  |
| Blancs et nuls | Blancs et nuls                  | Blancs et nuls | 941          | 2,71         | 1 455       | 4,12        |  |
| Exprimés       | Exprimés                        | Exprimés       | 33 728       | 97,29        | 33 865      | 95,88       |  |

#### Deuxième circonscription (Issoudun)
| Candidat       | Candidat              | Parti          | Premier tour | Premier tour | Second tour | Second tour |  |
| Candidat       | Candidat              | Parti          | Voix         | %            | Voix        | %           |  |
| -------------- | --------------------- | -------------- | ------------ | ------------ | ----------- | ----------- |  |
|                | Aimé Esmelin          | PCF            | 10 446       | 30,75        | 15 231      | 38,24       |  |
|                | Jean Toury élu        | UNR-UDT        | 10 430       | 30,70        | 15 994      | 40,16       |  |
|                | René Caillaud sortant | Radsoc         | 7 676        | 22,59        | 8 601       | 21,60       |  |
|                | Georges Allilaire     | Modérés        | 3 569        | 10,50        | Retrait     | Retrait     |  |
|                | Guy Bonidon           | SFIO           | 1 855        | 5,46         | Retrait     | Retrait     |  |
|                |                       |                |              |              |             |             |  |
| Inscrits       | Inscrits              | Inscrits       | 56 583       | 100,00       | 56 571      | 100,00      |  |
| Abstentions    | Abstentions           | Abstentions    | 21 452       | 37,91        | 15 916      | 28,13       |  |
| Votants        | Votants               | Votants        | 35 131       | 62,09        | 40 655      | 71,87       |  |
| Blancs et nuls | Blancs et nuls        | Blancs et nuls | 1 155        | 3,29         | 829         | 2,04        |  |
| Exprimés       | Exprimés              | Exprimés       | 33 976       | 96,71        | 39 826      | 97,96       |  |

#### Troisième circonscription (Le Blanc)
| Candidat       | Candidat                            | Parti          | Premier tour | Premier tour | Second tour | Second tour |  |
| Candidat       | Candidat                            | Parti          | Voix         | %            | Voix        | %           |  |
| -------------- | ----------------------------------- | -------------- | ------------ | ------------ | ----------- | ----------- |  |
|                | Jean Bénard-Mousseaux sortant réélu | CNIP           | 11 871       | 34,55        | 21 357      | 57,74       |  |
|                | Maxime Bonnet                       | PCF            | 10 354       | 30,13        | 15 633      | 42,26       |  |
|                | Jean-Annet d'Astier de La Vigerie   | UNR-UDT        | 6 095        | 17,74        | Retrait     | Retrait     |  |
|                | Joseph Joly                         | SFIO           | 6 042        | 17,58        | Retrait     | Retrait     |  |
|                |                                     |                |              |              |             |             |  |
| Inscrits       | Inscrits                            | Inscrits       | 54 830       | 100,00       | 54 823      | 100,00      |  |
| Abstentions    | Abstentions                         | Abstentions    | 19 179       | 34,98        | 16 116      | 29,4        |  |
| Votants        | Votants                             | Votants        | 35 651       | 65,02        | 38 707      | 70,6        |  |
| Blancs et nuls | Blancs et nuls                      | Blancs et nuls | 1 289        | 3,62         | 1 717       | 4,44        |  |
| Exprimés       | Exprimés                            | Exprimés       | 34 362       | 96,38        | 36 990      | 95,56       |  |